# آر. هنری گری
آر. هنری گری (انگلیسی: R. Henry Grey؛ ۱۷ ژوئیه ۱۸۹۱ – ۲۶ آوریل ۱۹۳۴) بازیگر اهل ایالات متحده آمریکا بود.
از فیلم‌هایی که وی در آن‌ها نقش داشته‌است، می‌توان به دوازدهمین عضو هیئت منصفه اشاره نمود.